# Sojuz MS-26
Sojuz MS-26 (ryska: Союз МС-26) är en flygning i det ryska rymdprogrammet, till Internationella rymdstationen (ISS). Farkosten sköts upp med en Sojuz-2.1a-raket, från kosmodromen i Bajkonur, den 11 september 2024. Några timmar senare dockade den med rymdstationen.
Flygningen transporterade Aleksej Ovtjinin, Ivan Vagner och Donald R. Pettit till och från rymdstationen.
Den 19 april 2025 lämnade farkosten rymdstationen. Några timmar senare återinträdde den i jordens atmosfär och landade i Kazakstan.

## Besättning
|                | Uppskjutning                                |
| -------------- | ------------------------------------------- |
| Befälhavare    | Aleksej Ovtjinin, RSA Hans tredje rymdfärd  |
| Flygingenjör 1 | Ivan Vagner, RSA Hans andra rymdfärd        |
| Flygingenjör 2 | Donald R. Pettit, NASA Hans fjärde rymdfärd |

## Reservbesättning
| Befälhavare    | Sergej Ryzjikov, RSA    |
| Flygingenjör 1 | Alekesj Zubrjtskij, RSA |
| Flygingenjör 2 | Jonny Kim, NASA         |